# Reunion Arena
Reunion Arena fue un estadio cubierto localizado en el distrito de Reunion en Dallas, Texas. Terminado de construir en 1980, con un coste de 27 millones de dólares, tenía una capacidad para 17 001 en partidos de hockey sobre hielo y 18 187 en partidos de baloncesto.

## Historia
El Reunion Arena se terminó de construir en 1980 con un coste de 27 millones de dólares, financiados al 100% con dinero público.
Su nombre se debe a la comuna establecida a mediados del siglo XIX con el nombre de La Réunion, formada por colonos belgas, franceses y suizos. Fue el último pabellón de la NBA en ser construido sin incluir palcos de lujo.
Fue la sede del All-Star Game de la NBA 1986.

## Eventos
A lo largo de su historia ha albergado innumerables conciertos de los grupos más importantes de la música actual. Entre todos ellos destacan el primero de todos, ofrecido por The Who el 2 de julio de 1980. Además, sobresalen por número de conciertos los ZZ Top, que actuaron en 14 ocasiones, seguidos de Rush con 11, Neil Diamond y Van Halen con 10, Eric Clapton que actuó en 9 ocasiones, y AC/DC, los Mötley Crüe y Aerosmith, que lo hicieron en siete ocasiones cada uno.